# Карате клуб Славија
Карате клуб „Славија“ је карате клуб из Источног Сарајева. Основан је 2002. године.

## Историјат
Оснивач и главни тренер био је Дејан Вукадин. Међу најуспјешнијим члановима клуба су: Анђела Лаловић (треће мјесто у борбама на Свјетском првенству за сениоре у Новом Саду 2005), Јелена Шиљеговић (прво мјесто у борбама на Европском првенству за сениоре у Бањој Луци 2008, прво мјесто у борбама на Свјетском првенству за јуниоре у Новом Месту 2010), Анђела Тамбур (прво мјесто у борбама на Свјетском првенству
за кадете у Венецији 2010), Синиша Папаз (треће мјесто у борбама на Свјетском првенству за јуниоре у Новом Месту 2010), Милан Берибака (треће мјесто у борбама на Свјетском првенству за сениоре у Чешкој 2011), Максим Аврамовић (треће мјесто у борбама на Европском првенству у Сочију 2008, прво мјесто у борбама на Балканском првенству у Брежицама, Словенија, 2019, вишеструки првак БиХ и РС у борбама), Марина Куртеш (прво мјесто у борбама у Свјетској лиги у Умагу 2018), Анђела Ераковић (треће мјесто екипно у катама на Балканском првенству у Брежицама 2019, првакиња БиХ у катама за јуниоре 2019), Теодора Перић (треће мјесто екипно на Балканском првенству у Херцег Новом 2017, друго мјесто екипно на Балканском првенству у Дубровнику 2017), Драган Тамбур (јуниорски првак Републике Српске и БиХ у борбама, сениорски првак РС 2019), Лука Аврамовић (сениорски првак Републике Српске у борбама 2019). Сениори клуба били су прваци Лиге Републике Српске у борбама (2012), а јуниори клуба били су вицепрваци БиХ у борбама,екипно (2016).